# Louis de Corlieu
Louis Marie de Corlieu, né le 23 novembre 1888 à Bourges et mort le 19 octobre 1967 à Paris, est un militaire français, inventeur de la palme de plongée moderne.

## Biographie
Capitaine de corvette de la Marine nationale française, il a participé à la Première Guerre mondiale.

## Invention des palmes
Pour son premier prototype de palme de natation moderne, il fit en 1914 une démonstration devant un parterre d'officiers, dont Yves Le Prieur qui en 1926 allait inventer (et en 1934, perfectionner) une série de modèles de scaphandre autonome. En 1939, Corlieu put commencer enfin la production en série de ses palmes, que jusque là il avait fabriquées dans son appartement de Paris. En cette même année de 1939, l'Américain Owen P. Churchill acheta une licence à Corlieu pour les fabriquer aux États-Unis et commença a les commercialiser 6 mois plus tard, dès le début de l'année 1940. Elles furent adoptées dès 1940 par l'US Navy et ses nageurs de combat qui les utilisèrent par exemple lors du Débarquement de Normandie. En 1945, il invente un modèle plus souple, qui est  abondamment copié et utilisé pour la chasse sous-marine. L'histoire de Louis de Corlieu est importante car tout le long de sa vie il s’est battu devant les tribunaux pour faire valoir ses droits d'inventeur et poursuivre toutes les compagnies qui  copiaient son invention et vendaient leur fabrication sans lui verser des royalties.               
Le Premier Delphinus Humain est le livre qui raconte son histoire, écrit avec les archives de la famille Corlieu et les archives de la Marine Nationale. Le 9 juin 2018, une plaque commémorative à son nom a été inaugurée dans la ville de Saint-Jean-de-Luz, en souvenir de sa traversée démonstrative devant une vedette de la Marine dans la baie de Luz, effectuée le 10 juin 1933.